# 対峙 (映画)
『対峙』（たいじ、Mass）は2021年のアメリカ合衆国のドラマ映画。フラン・クランツの映画監督デビュー作で、出演はリード・バーニー、アン・ダウド、ジェイソン・アイザックス、マーサ・プリンプトンなど。

## ストーリー
とある教会で慌ただしく部屋の準備をする職員の女性。今日、この部屋で二組の夫婦が対面するのだ。先に入って来るジェイとゲイルのペリー夫妻。彼らは6年前に高校で発生した銃乱射事件で息子を殺された被害者家族だった。程なく到着したリチャードとリンダは、10人を射殺してから自殺した男子生徒ヘイデンの親だった。息子を失った悲しみから立ち直れないペリー夫妻は、セラピストの勧めで加害者の両親との話し合いに臨んだのだ。緊張しながらも冷静に家族の思い出や近況について話し始めるペリー夫妻。癒しを求める夫妻は、なぜ事件が起ったかをヘイデンの両親に問うた。
ヘイデンが幼い頃のことから話し始める両親。鬱でセラピーを受けたこともあるヘイデンは、高校時代にパイプ爆弾を手作りして逮捕された。しかし父親のリチャードはヘイデンの成績の良さを評価し、将来を潰さないために大事(おおごと)にしようとしなかったのだ。
親ならば、息子の異変に気づけたはずだと、一時は激昂して叫ぶジェイ。しかし、事件後に激しい非難にさらされ、経済的にも困窮しているリチャードは、殺された学生たち全員の名と死にざまを記憶していた。それを聞いて、リチャードたちを許すペリー夫妻。
先に教会を出るリチャードとリンダを見送り、職員と会話するペリー夫妻。そこへ一人で戻り、告白するリンダ。彼女はヘイデンと口論し、殴られかけた恐怖で逃げた経験があったのだ。「殴らせておけば、あの子の真の姿が分かった…」と、涙ながらに打ち明けて帰るリンダ。ペリー夫妻は悲しくも穏やかな表情で教会に響く賛美歌に聞き入った。

## キャスト
- リチャード：リード・バーニー
- リンダ：アン・ダウド
- ジェイ・ペリー：ジェイソン・アイザックス
- ゲイル・ペリー：マーサ・プリンプトン
- ジュディ：ブリーダ・ウール
- アンソニー：カゲン・オルブライト
- ケンドラ：ミシェル・N・カーター

## 製作・音楽
2019年11月21日、本作の主要キャストが発表された。なお、本作の主要撮影はアイダホ州のサンバレーで2週間かけて行われた。2021年1月28日、ダブル・ネガティブ・レコーディングスが本作のサウンドトラックを発売した。

## 公開・興行収入
2021年1月30日、本作はサンダンス映画祭でプレミア上映された。5月7日、ブリーカー・ストリートが本作の全米配給権を獲得したと報じられた。8月31日、本作のオフィシャル・トレイラーが公開された。10月8日、本作は全米4館で封切られ、公開初週末に1万3485ドルを稼ぎ出し、週末興行収入ランキング初登場27位となった。

## 評価
本作は批評家から絶賛されている。特に、アン・ダウドの演技は「アカデミー助演女優賞に値するもの」として激賞されている。映画批評集積サイトのRotten Tomatoesには152件のレビューがあり、批評家支持率は95%、平均点は10点満点で8.3点となっている。サイト側による批評家の見解の要約は「観客に多くのことを要求する作品だが、喪失体験に対する本質的な洞察を伴う情感たっぷりの演技を味わうことができる。『対峙』によって、フラン・クランツはとてつもないポテンシャルを秘めた映画監督であることを世間に知らしめた。」となっている。また、Metacriticには28件のレビューがあり、加重平均値は81/100となっている。

### 受賞一覧
| 賞                                 | 発表日         | カテゴリ     | 対象             | 結果       | Ref.   |
| ---------------------------------- | -------------- | ------------ | ---------------- | ---------- | ------ |
| サン・セバスティアン国際映画祭     | 2021年9月28日  | 若手審査員賞 | フラン・クランツ | 受賞       | [ 12 ] |
| サン・セバスティアン国際映画祭     | 2021年9月28日  | 新人監督賞   | フラン・クランツ | ノミネート | [ 12 ] |
| ゴッサム・インディペンデント映画賞 | 2021年11月29日 | 助演俳優賞   | リード・バーニー | ノミネート | [ 13 ] |
| クリティクス・チョイス・アワード   | 2022年3月13日  | 助演女優賞   | アン・ダウド     | ノミネート | [ 14 ] |
| 英国アカデミー賞                   | 2022年3月13日  | 助演女優賞   | アン・ダウド     | ノミネート | [ 15 ] |